# Mezinárodní investiční banka
Mezinárodní investiční banka (MIB) je multilaterální rozvojová banka založená v roce 1970 za účelem podpory hospodářského rozvoje a kooperace mezi členskými státy komunistického bloku. V současnosti k nim patří čtyři země z bývalého socialistického tábora: Kuba, Mongolsko, Rusko a Vietnam. Základní kapitál MIB činí 2 miliardy eur (zhruba 49 miliard korun). Česko mělo v MIB vlastní podíl ve výši 8,89 procenta. MIB je registrována u Sekretariátu OSN a sídlí v Moskvě. V letech 2020 až 2023 měla své hlavní sídlo v Budapešti a v dubnu 2015 byla otevřena první regionální pobočka MIB v Bratislavě. V roce 2024 přemístila své hlavní sídlo z Budapešti do Moskvy.

## Kontroverze
Spojenci Českou republiku opakovaně varovali, že banka slouží Rusku jednak k prosazování svých ekonomických zájmů, ale i pro zpravodajskou činnost ve střední Evropě. Vláda Petra Fialy jednala v roce 2022 s dalšími členskými státy NATO o vystoupení z této banky.
Stejné obavy se týkaly i Mezinárodní banky hospodářské spolupráce (MBHS) se sídlem v Moskvě. Základní kapitál MBHS činil 400 milionů eur (zhruba 9,7 miliardy korun). ČR v MBHS vlastnila podíl ve výši 13,34 procenta, což byl druhý největší podíl po Rusku. V roce 2017 schválila odchod Česka z MBHS vláda Bohuslava Sobotky (ČSSD), proces však nebyl dotažen do finále. Ve hře bylo sloučení této banky s Mezinárodní investiční bankou.
Dne 2. března 2022 rozhodla vláda Petra Fialy (ODS) o ukončení členství ČR v postsovětských bankách MIB a MBHS z důvodu ruské agrese vůči Ukrajině.